# Svetomir Belić
Svetomir Belić (serbisch-kyrillisch Светомир Белић; * 2. November 1946 in Smederevo; † 28. Juli 2002 in Belgrad) war ein jugoslawischer Boxer serbischer Nationalität und Teilnehmer der Olympischen Sommerspiele 1972 in München.

## Boxkarriere
Belić boxte für Partizan Belgrad und wurde 1968 Jugoslawischer Meister im Weltergewicht, sowie 1970, 1971, 1972, 1975 und 1976 jeweils Jugoslawischer Meister im Halbmittelgewicht. Darüber hinaus gewann er die Goldmedaille bei den Balkanmeisterschaften 1970 in Warna und 1971 in Titograd, sowie eine Bronzemedaille bei den Mittelmeerspielen 1975 in Algier.
Bei der Europameisterschaft 1971 in Madrid besiegte er Moisés Fajardo aus Spanien, Krastjo Dentschew aus Bulgarien und Wiesław Rudkowski aus Polen, ehe er im Finale gegen Waleri Tregubow aus der Sowjetunion unterlag und Vize-Europameister wurde. Er startete dann bei den Olympischen Sommerspielen 1972 in München und siegte in der Vorrunde gegen Oumar Fall aus dem Senegal, ehe er im zweiten Kampf mit 2:3 gegen den Niederländer Anthony Richardson ausschied. Bei der Europameisterschaft 1975 in Katowice verlor er in der Vorrunde gegen Wiktor Sawtschenko.

## Sonstiges
2004 wurde ein nach ihm benannter Boxclub (Bokserski klub Svetomir Belić Belka) in Belgrad eröffnet.